# Colin Davis (Rennfahrer)
Colin Charles Houghton Davis (* 29. Juli 1933 in Marylebone, London; † 19. Dezember 2012 in Oranjezicht, Kapstadt) war ein britischer Automobilrennfahrer.

## Karriere
Als Sohn des legendären Bentley Boys und Siegers von Le Mans Sammy Davis (später Sportredakteur des Autocar-Magazins) wurde Colin Davis zunächst Werbebetreuer, der mit einem 500-cm³-Formel-3-Cooper Rennen fuhr, bevor er nach Italien übersiedelte, von wo aus er seine eigene Rennkarriere startete. Er nahm an zwei Automobilweltmeisterschafts-Grand-Prix teil und erreichte beim Großen Preis von Italien 1959 in einem Cooper-Maserati der Scuderia Centro Sud den 11. Platz. Er nahm ferner an einigen Formel-1-Rennen ohne Weltmeisterschaftsstatus teil. Im Jahr 1960 wurde er Europameister der Formel Junior.
Davis teilte sich den siegreichen Porsche 904 GTS bei der Targa Florio 1964 mit Antonio Pucci.
Zwischen 1958 und 1966 war Colin Davis selbst siebenmal beim 24-Stunden-Rennen von Le Mans am Start. Bei seinem Debüt 1958 erreichte er gemeinsam mit Alejandro de Tomaso den elften Rang in der Gesamtwertung.
Seine beste Platzierung in Le Mans erreichte er 1966 auf einem Werks-Porsche 906. Mit Partner Jo Siffert beendete er das Rennen als Gesamtvierter.

## Statistik

### Statistik in der Formel 1

#### Gesamtübersicht
| Saison | Team                | Chassis    | Motor           | Rennen | Siege | Zweiter | Dritter | Poles | schn. Rennrunden | Punkte | WM-Pos. |
| ------ | ------------------- | ---------- | --------------- | ------ | ----- | ------- | ------- | ----- | ---------------- | ------ | ------- |
| 1959   | Scuderia Centro Sud | Cooper T51 | Maserati 2.5 L4 | 2      | −     | −       | −       | −     | −                | −      | NC      |
| Gesamt | Gesamt              | Gesamt     | Gesamt          | 2      | −     | −       | −       | −     | −                | −      |         |

#### Einzelergebnisse
| Saison | 1 | 2 | 3   | 4 | 5 | 6 | 7  | 8 | 9 |
| ------ | - | - | --- | - | - | - | -- | - | - |
| 1959   |   |   |     |   |   |   |    |   |   |
|        |   |   | DNF |   |   |   | 11 |   |   |

| Legende  | Legende            | Legende                                                          |
| Farbe    | Abkürzung          | Bedeutung                                                        |
| -------- | ------------------ | ---------------------------------------------------------------- |
| Gold     | –                  | Sieg                                                             |
| Silber   | –                  | 2. Platz                                                         |
| Bronze   | –                  | 3. Platz                                                         |
| Grün     | –                  | Platzierung in den Punkten                                       |
| Blau     | –                  | Klassifiziert außerhalb der Punkteränge                          |
| Violett  | DNF                | Rennen nicht beendet (did not finish)                            |
| Violett  | NC                 | nicht klassifiziert (not classified)                             |
| Rot      | DNQ                | nicht qualifiziert (did not qualify)                             |
| Rot      | DNPQ               | in Vorqualifikation gescheitert (did not pre-qualify)            |
| Schwarz  | DSQ                | disqualifiziert (disqualified)                                   |
| Weiß     | DNS                | nicht am Start (did not start)                                   |
| Weiß     | WD                 | zurückgezogen (withdrawn)                                        |
| Hellblau | PO                 | nur am Training teilgenommen (practiced only)                    |
| Hellblau | TD                 | Freitags-Testfahrer (test driver)                                |
| ohne     | DNP                | nicht am Training teilgenommen (did not practice)                |
| ohne     | INJ                | verletzt oder krank (injured)                                    |
| ohne     | EX                 | ausgeschlossen (excluded)                                        |
| ohne     | DNA                | nicht erschienen (did not arrive)                                |
| ohne     | C                  | Rennen abgesagt (cancelled)                                      |
| ohne     | keine WM-Teilnahme |                                                                  |
| sonstige | P/fett             | Pole-Position                                                    |
| sonstige | 1/2/3/4/5/6/7/8    | Punktplatzierung im Sprint-/Qualifikationsrennen                 |
| sonstige | SR/kursiv          | Schnellste Rennrunde                                             |
| sonstige | *                  | nicht im Ziel, aufgrund der zurückgelegten Distanz aber gewertet |
| sonstige | ()                 | Streichresultate                                                 |
| sonstige | unterstrichen      | Führender in der Gesamtwertung                                   |

### Le-Mans-Ergebnisse
| Jahr | Team                               | Fahrzeug                    | Teamkollege         | Platzierung             | Ausfallgrund     |
| ---- | ---------------------------------- | --------------------------- | ------------------- | ----------------------- | ---------------- |
| 1958 | Automobili O.S.C.A                 | OSCA Sport 750TN            | Alejandro de Tomaso | Rang 11 und Klassensieg |                  |
| 1959 | Alejandro de Tomaso                | DB HBR5                     | Alejandro de Tomaso | Ausfall                 | Getriebeschaden  |
| 1961 | Automobili O.S.C.A                 | OSCA Sport 750              | Jean Laroche        | Ausfall                 | Kühler           |
| 1962 | Scuderia SSS Repubblica di Venezia | Ferrari 250 GT SWB Breadvan | Carlo-Maria Abate   | Ausfall                 | Getriebeschaden  |
| 1964 | Porsche System Engineering         | Porsche 904/8               | Gerhard Mitter      | Ausfall                 | Kupplungsschaden |
| 1965 | Porsche System Engineering         | Porsche 904/8               | Gerhard Mitter      | Ausfall                 | Kupplungsschaden |
| 1966 | Porsche System Engineering         | Porsche 906/6L Carrera 6    | Jo Siffert          | Rang 4 und Klassensieg  |                  |

### Sebring-Ergebnisse
| Jahr | Team                              | Fahrzeug                    | Teamkollege    | Platzierung | Ausfallgrund |
| ---- | --------------------------------- | --------------------------- | -------------- | ----------- | ------------ |
| 1962 | Scuderia SSS Republica di Venezia | Ferrari 250 GT SWB Breadvan | Fernand Tavano | Ausfall     | Motorschaden |

### Einzelergebnisse in der Sportwagen-Weltmeisterschaft
| Saison | Team                                       | Rennwagen                                                   | 1   | 2   | 3   | 4   | 5   | 6   | 7   | 8   | 9   | 10  | 11  | 12  | 13  | 14  | 15  | 16  | 17  | 18  | 19  | 20  |
| ------ | ------------------------------------------ | ----------------------------------------------------------- | --- | --- | --- | --- | --- | --- | --- | --- | --- | --- | --- | --- | --- | --- | --- | --- | --- | --- | --- | --- |
| 1954   | Gilby Engineering                          | Maserati A6GCS                                              | BUA | SEB | MIM | LEM | RTT | CAP |     |     |     |     |     |     |     |     |     |     |     |     |     |     |
| 1954   | Gilby Engineering                          | Maserati A6GCS                                              |     | DNF |     |     |     |     |     |     |     |     |     |     |     |     |     |     |     |     |     |     |
| 1958   | Osca                                       | Osca MT4 Osca Sport 750TN                                   | BUA | SEB | TAR | NÜR | LEM | RTT |     |     |     |     |     |     |     |     |     |     |     |     |     |     |
| 1958   | Osca                                       | Osca MT4 Osca Sport 750TN                                   |     |     | DNF |     | 11  |     |     |     |     |     |     |     |     |     |     |     |     |     |     |     |
| 1959   | Scuderia Sant Ambroeus Alejandro de Tomaso | Alfa Romeo Giulietta Sprint Osca FS1500 DB HBR5             | SEB | TAR | NÜR | LEM | RTT |     |     |     |     |     |     |     |     |     |     |     |     |     |     |     |
| 1959   | Scuderia Sant Ambroeus Alejandro de Tomaso | Alfa Romeo Giulietta Sprint Osca FS1500 DB HBR5             |     | 6   | DNF | DNF |     |     |     |     |     |     |     |     |     |     |     |     |     |     |     |     |
| 1960   | Scuderia Serenissima                       | Cooper T49 Ferrari 250 GT                                   | BUA | SEB | TAR | NÜR | LEM |     |     |     |     |     |     |     |     |     |     |     |     |     |     |     |
| 1960   | Scuderia Serenissima                       | Cooper T49 Ferrari 250 GT                                   |     |     | DNF | 8   |     |     |     |     |     |     |     |     |     |     |     |     |     |     |     |     |
| 1961   | Osca Scuderia Serenissima                  | Osca 1500S Ferrari 250 GT OSCA Sport 750 Osca S1600         | SEB | TAR | NÜR | LEM | PES |     |     |     |     |     |     |     |     |     |     |     |     |     |     |     |
| 1961   | Osca Scuderia Serenissima                  | Osca 1500S Ferrari 250 GT OSCA Sport 750 Osca S1600         |     | DNF | 4   | DNF | 5   |     |     |     |     |     |     |     |     |     |     |     |     |     |     |     |
| 1962   | Scuderia Serenissima                       | Ferrari 250 GT Maserati Tipo 64 Ferrari 250 GT SWB Breadvan | DAY | SEB | SEB | MAI | TAR | BER | NÜR | LEM | TAV | CCA | RTT | NÜR | BRI | BRI | PAR |     |     |     |     |     |
| 1962   | Scuderia Serenissima                       | Ferrari 250 GT Maserati Tipo 64 Ferrari 250 GT SWB Breadvan |     |     | DNF |     | DNF |     |     | DNF |     |     |     |     |     |     | 3   |     |     |     |     |     |
| 1964   | Porsche                                    | Porsche 904                                                 | DAY | SEB | TAR | MON | SPA | CON | NÜR | ROS | LEM | REI | FRE | CCE | RTT | SIM | NÜR | MON | TDF | BRI | BRI | PAR |
| 1964   | Porsche                                    | Porsche 904                                                 |     |     | 1   |     |     |     | DNF |     | DNF | DNF |     |     |     |     |     |     |     |     |     | 3   |
| 1965   | Porsche                                    | Porsche 904                                                 | DAY | SEB | BOL | MON | MON | RTT | TAR | SPA | NÜR | MUG | ROS | LEM | REI | BOZ | FRE | CCE | OVI | NÜR | BRI | BRI |
| 1965   | Porsche                                    | Porsche 904                                                 |     |     |     |     |     |     | 2   |     | 9   |     |     | DNF |     |     |     |     |     |     |     |     |
| 1966   | Porsche                                    | Porsche 906                                                 | DAY | SEB | MON | TAR | SPA | NÜR | LEM | MUG | CCE | HOK | SIM | NÜR | ZEL |     |     |     |     |     |     |     |
| 1966   | Porsche                                    | Porsche 906                                                 |     |     | 7   | 42  |     |     | 4   |     |     |     |     |     |     |     |     |     |     |     |     |     |
| 1967   | Mike de Udy Porsche Autodelta              | Porsche 906 Porsche 910 Alfa Romeo T33                      | DAY | SEB | MON | SPA | TAR | NÜR | LEM | HOK | MUG | BRH | CCE | ZEL | OVI | NÜR |     |     |     |     |     |     |
| 1967   | Mike de Udy Porsche Autodelta              | Porsche 906 Porsche 910 Alfa Romeo T33                      |     |     |     | DNF | DNF |     |     |     | DNF |     |     |     |     |     |     |     |     |     |     |     |